# Onthophagus cheyi
Onthophagus cheyi là một loài bọ cánh cứng trong họ Bọ hung (Scarabaeidae).